# 露仙美洲鱥
露仙美洲鱥（學名：Notropis leuciodus），為輻鰭魚綱鯉形目雅羅魚科的其中一種，分布於北美洲美國阿拉巴馬州、喬治亞州、肯塔基州、北卡羅萊納州、南卡羅萊納州、田納西州和維吉尼亞州的田納西河的大部分地區、坎伯蘭河和格林河流域，薩凡納河和卡納瓦河流域，可能是人工引進非原生，本魚呈長橢圓形且側扁，眼大、口近下位，體側具一條縱帶和一條淺色縱紋從鰓延伸到尾鰭，尾柄上有一長方形斑點，背部鱗片呈黑色，腹部呈白色，繁殖期雄魚體色轉為紅橙色，體長可達8.2公分，棲息在中小型的河川、池塘，生活習性不明。